# 活火山
| 日本の活火山 |  | 常時観測火山 |
| 日本の活火山 |  | 常時観測火山 |

活火山（かつかざん、かっかざん）とは、国際的には一般に過去1万年以内（ほぼ第四紀完新世に相当）に噴火したことがある火山のこと。
日本の火山噴火予知連絡会・気象庁による定義でも「概ね過去1万年以内に噴火した火山及び現在活発な噴気活動のある火山」とされており、この定義による2017年時点の日本の活火山数は111である。

## 解説
従来、火山は定性的な噴火活動度に応じて分類されていた。
英語にはActive volcano、Dormant volcano、Extinct volcanoといった呼称があり、例えば日本の地質学者である横山又次郎は『地質學教科書』（1896年、冨山房）において、それぞれ活火山、睡眠火山、消火山という語をあてている。また、佐藤伝蔵は『地質學提要』（1928年、中興館）において、活火山、休火山、死火山という分類を用いている。
しかし、活火山、休火山（睡眠火山）、死火山（消火山）のような分類法はあくまでも便宜的なものと考えられており、横山又次郎は『地質學教科書』において、有史以来活動していなかった火山が突然活動を開始することもあるなど、このような分類を「非学術的」と述べていた。また、佐藤伝蔵も『地質學提要』で「全く便宜上のもの」としていた。
活火山と休火山の関係については、火山ごとに噴火や噴気活動の間隔は一定したものではないことから、次第に活火山と休火山に分けることは困難で科学的な論拠たりえないと考えられるようになった。また、死火山の定義についても、有史以降に活動の痕跡がないものを基準としていたが、そもそも文字文化の進展には世界各国で地域差があるため「有史時代」を基準にした厳密な定義は困難と考えられるようになった。
そこで過去の噴火活動の地質学的・歴史学的記録から活火山が定義されるようになった。これに伴い休火山や死火山の語は用いられなくなった（休火山、死火山を参照）。

### 定義の変遷

#### 1950年代以前
- 1918年 - 『震災豫防調査會報告[3]』で、現在活動している47火山を活火山、活動を休んでいる火山を休火山、活動を止めてしまった火山を死火山としていた。具体的には、常に噴気活動があったり頻繁に噴火する火山（日本での例：桜島、浅間山など）を活火山、噴火記録はあるが現在は活動していない火山（同：富士山など）を休火山、有史以降の噴火記録がないものの、地質や噴火の痕跡などから火山と判断できる山（同：乗鞍岳など）を死火山としていた。
- 1952年3月 - 『火山観測法（初版）』（気象庁、1952）に「日本における活休火山一覧図」と「噴火年代表」が収録。45火山を記載。休火山と活火山は、区別されていない。
- 1955年 - 一般には死火山とされていた雌阿寒岳で活発な噴気活動を生ずる[1]。

#### 1960年代
- 1962年 - 国際火山学協会は、「歴史時代に噴火記録がある火山、あるいは、噴火記録はないが噴気活動が活発な火山。火山活動と関連した地震活動が頻繁に発生する大室山（伊豆東部火山群）を含む」を基準とした 74火山を選定[4]。一方、気象庁は噴火や噴気活動の間隔は火山によってまちまちであることなどから、活火山と休火山を分けることが困難なため、「過去10世紀程度までに噴火記録のある火山や噴気・地熱活動がある」を基準として、63火山を活火山とした。
- 1968年（昭和43年）10月 - 発行された火山観測指針（気象庁職員のための火山観測マニュアル）には、噴火記録のない御嶽山、噴火記録のある富士山も活火山リストに掲載されている。また、常時観測対象17火山（雌阿寒岳・十勝岳・樽前山・有珠山・北海道駒ヶ岳・吾妻山・安達太良山・磐梯山・那須岳・浅間山・伊豆大島・三宅島・伊豆鳥島・阿蘇山・雲仙岳・霧島山・桜島）を指定[5]。

#### 1970年代
噴火記録の有無の扱いは、「歴史時代に人が目撃し記録されていたかどうか」であり、一般に休火山や死火山と考えられていた火山が相次いで活動をし、休火山、死火山の分類区分が無意味であることが一般的にも認知された。
- 1970年 - 一般には休火山とされていた秋田駒ヶ岳が噴火[1]。
- 1973年 - 活動火山対策特別措置法（活火山法）公布、施行。
- 1974年 - 火山噴火予知連が、国の活火山の活動状況，噴火史のとりまとめを開始。
- 1975年10月 - 「噴火の記録がある火山，または噴気活動が活発な火山」 77火山。『日本活火山要覧』（気象庁 1975）刊行。
- 1979年 - 一般には死火山とされていた御嶽山で水蒸気爆発が発生[1]。

#### 1980年代
- 1984年 - 各活火山の基礎資料をまとめた『日本活火山総覧』(気象庁編 1984)刊行。

#### 1990年代
- 1990年 - 一般には休火山とされていた雲仙岳が噴火[1]。
- 1991年 - 火山噴火予知連絡会が「過去およそ2000年以内に噴火した火山及び現在活発な噴気活動のある火山」、83活火山のリストを発表。
- 1996年 - 羅臼岳、燧ヶ岳、北福徳堆を追加。86火山[4]。

#### 2000年代
研究が進むにつれて、2000年以上の休止期間をおいて噴火する火山もあることが明らかとなり、国際的には1万年以内に噴火した火山を活火山とするのが主流となってきた。
- 2003年 - 火山噴火予知連絡会は「概ね過去1万年以内に噴火した火山及び現在活発な噴気活動のある火山」を活火山と再定義し、気象庁もその定義を踏襲することになった。この定義による日本国内の活火山は当初、108火山であった。活火山をこのように定義すると、頻繁に噴火する火山から数千年の休止期をおく火山まで幅が大きくなるので、火山噴火予知連絡会は同時に、社会的影響度を評価することなく火山学的に評価された火山活動度により、ランクA・ランクB・ランクC（Aが活動度が高い）の新しい3区分の活火山の分類（ランク分け）を定義した。また、火山活動の状況を容易に理解できるよう、0から5までの6段階による「火山活動度レベル」をいくつかの火山に導入し発表するようになったが、2007年の噴火警戒レベルの導入に伴い廃止された。
- 2007年 - ランク分けは社会的影響度を考慮しないものであるため、火山の活動による危険性に直接は結び付かない。そこで気象庁は、2007年12月1日から、火山活動による災害の危険性に応じ、国内すべての活火山について噴火警報・予報を発表するようになった。活動度レベルを廃止し同時に活動度の高い火山には5段階の噴火警戒レベルを導入し[6]、噴火警報・予報で発表することとした（噴火警戒レベルと、上記のランク分けは関連するものではない。たとえば、2011年1月から活発な噴火活動を始めた新燃岳を含む霧島山のランクは、富士山と同じBである）。

| 種別     | レベル | 呼称                    | 対応する警報等        | 火山活動の度合い                                                                                           | 避難行動などの目安                                                                             |
| -------- | ------ | ----------------------- | --------------------- | --- | ---------------------------------------------------------------------------------------------- |
| 特別警報 | 5      | 避難                    | 噴火警報 （居住地域） | 居住地域に重大な被害をもたらす火山活動（噴火）が発生した、あるいはその恐れが高く切迫した状態にある。       | 危険な地域ではすべての住民が避難する。                                                         |
| 特別警報 | 4      | 高齢者等避難            | 噴火警報 （居住地域） | 居住地域に重大な被害をもたらす火山活動（噴火）が発生すると予想され、その恐れが高まっている。               | 高齢者等は避難する。危険な地域ではほかの住民も避難の準備を行う。                               |
| 警報     | 3      | 入山規制                | 噴火警報 （火口周辺） | 生命に危険を及ぼす火山活動（噴火）が発生し、居住地域の近くにも及んだ、あるいはその恐れがある。             | 状況に応じて、登山禁止や入山規制などが行われる。災害時要援護者の避難準備が行われる場合もある。 |
| 警報     | 2      | 火口周辺規制            | 噴火警報 （火口周辺） | 火口内や火口の周辺部で、生命に危険を及ぼす火山活動（噴火）が発生した、あるいはその恐れがある。             | 火口周辺は立ち入りが規制される。                                                               |
| 予報     | 1      | 活火山であることに 留意 | 噴火予報              | 火山活動はほぼ静穏だが、火山灰を噴出するなど活動状態に変動があり、火口内では生命に危険が及ぶ可能性がある。 | 火口内では立ち入りの規制をする場合がある。                                                     |

#### 2010年代
- 2011年 - 天頂山、雄阿寒岳を追加、樽前山に隣接する風不死岳を含める変更がなされ、110火山[9]。
- 2017年6月 - 男体山を追加、計111火山となった[2]。

### 活動度評価
| 機関と時期 | 定義 | 定義                                               | 火山数             |
| --- | --- | -------------------------------------------------- | ------------------ |
| 測地学審議会 1998年8月から                                                                                                | ◎ 活動的で特に重点的に観測研究を行うべき火山 | ◎ 活動的で特に重点的に観測研究を行うべき火山       | 13                 |
| 測地学審議会 1998年8月から                                                                                                | ○ 活動的火山及び潜在的爆発活力を有する火山 | ○ 活動的火山及び潜在的爆発活力を有する火山         | 24、海底火山を除く |
| 気象庁 2003年1月から A,B,C のランク分け ただし、火山学的に評価された過去の活動度。 海底火山及び北方領土を除く             | A 100年活動度、または1万年活動度が特に高い活火山 | A 100年活動度、または1万年活動度が特に高い活火山   | 13                 |
| 気象庁 2003年1月から A,B,C のランク分け ただし、火山学的に評価された過去の活動度。 海底火山及び北方領土を除く             | B 100年活動度、または1万年活動度が高い活火山 | B 100年活動度、または1万年活動度が高い活火山       | 36                 |
| 気象庁 2003年1月から A,B,C のランク分け ただし、火山学的に評価された過去の活動度。 海底火山及び北方領土を除く             | C 100年活動度、および1万年活動度がともに低い活火山 | C 100年活動度、および1万年活動度がともに低い活火山 | 36                 |
| 気象庁 2009年6月から ランク分けにかわる示標として47火山を選定。2016年3火山を追加 ランク分けにかわる示標として50火山を選定 | |                                                    |                    |
| 1 | 近年、噴火活動を繰り返している火山 - 過去数十年程度の間、頻繁に噴火している - 100 年以内の間隔でマグマ噴火を繰り返している                                                           | 23                                                 |                    |
| 2 | 過去100 年程度以内に火山活動の高まりが認められている火山 - 過去100 年程度の山体浅部の地震活動 - 過去10 年程度のマグマ貫入等に伴う地殻変動 - 過去100 年程度の活発な噴気活動、地熱活動 | 18                                                 |                    |
| 3 | 現在異常はみられないが過去の噴火履歴等からみて 噴火の可能性が考えられる火山 | 4                                                  |                    |
| 4 | 予測困難な突発的な小噴火の発生時に火口付近で 被害が生じる可能性が考えられる火山 | 2                                                  |                    |

## 日本の活火山

### 分類
火山噴火予知連絡会、活動度による分類。
但し、気象庁では「今後の噴火の可能性や社会的な影響が考慮されていない」として利用していない。
| ランク | 説明                                                                               | 該当 火山数 | 火山名 |
| ------ | ---------------------------------------------------------------------------------- | ----------- | --- |
| A      | 100年活動度または 1万年活動度が特に高い活火山                                      | 13          | 十勝岳、樽前山、有珠山、北海道駒ケ岳、浅間山、伊豆大島、三宅島、伊豆鳥島、阿蘇山、雲仙岳、桜島、薩摩硫黄島、諏訪之瀬島 |
| B      | 100年活動度または 1万年活動度が高い活火山                                          | 36          | 知床硫黄山、羅臼岳、摩周、雌阿寒岳、恵山、渡島大島、岩木山、十和田、秋田焼山、岩手山、秋田駒ヶ岳、鳥海山、栗駒山、蔵王山、吾妻山、安達太良山、磐梯山、那須岳、榛名山、草津白根山、新潟焼山、焼岳、御嶽山、富士山、箱根山、伊豆東部火山群、新島、神津島、西之島、硫黄島、鶴見岳・伽藍岳、九重山、霧島山、口永良部島、中之島、硫黄鳥島 |
| C      | 100年活動度および 1万年活動度がともに低い活火山                                    | 38          | アトサヌプリ、丸山、大雪山、利尻山、恵庭岳、倶多楽、羊蹄山、ニセコ、恐山、八甲田山、八幡平、鳴子、肘折、沼沢、燧ヶ岳、高原山、日光白根山、男体山、赤城山、横岳、妙高山、弥陀ヶ原、アカンダナ山、乗鞍岳、白山、利島、御蔵島、八丈島、青ヶ島、三瓶山、阿武火山群、由布岳、福江火山群、米丸・住吉池、池田・山川、開聞岳、口之島         |
| 対象外 | データが不足しているためランク分け対象外となっている火山（北方領土や海底火山など） | 23          | ベヨネース列岩、須美寿島、孀婦岩、海形海山、海徳海山、噴火浅根、北福徳堆、福徳岡ノ場、南日吉海山、日光海山、若尊、西表島北北東海底火山、茂世路岳、散布山、指臼岳、小田萌山、択捉焼山、択捉阿登佐岳、ベルタルベ山、ルルイ岳、爺爺岳、羅臼山、泊山                                                                                     |

※対象は日本国内の火山に限る。
上記以外で地質調査総合センター、またはGlobal Volcanism Programで活火山とされているもの。
- 東北：鬼首カルデラ
- 伊豆・小笠原諸島：大室ダシ、明神海丘 (Kita-Bayonnaise)、ベヨネース海丘、水曜海山、木曜海山、土曜海山、海勢西の場
- 南西諸島：小臥蛇島、悪石島、横当島、南奄西海丘、伊平屋海凹北部海丘、伊是名海穴、鳩間海丘、第四与那国海丘

上記以外で活火山である可能性が指摘されている火山
- トムラウシ山[17]、寒風山[17]、日光三岳[17]、志賀山[18]、風吹岳[17]、鷲羽池[19]・硫黄沢[20]、孀婦海山[21]、小宝島周辺海域[22]、第一奄美海丘[22]

### 常時観測対象の火山
「今後100年程度の中長期的な噴火の可能性及び、社会的影響を踏まえ、火山防災のために監視・観測体制の充実等の必要がある火山」として常時観測を行う50火山が選定されている。これらの火山には、気象庁や防災科学技術研究所の火山基盤観測網、大学などの機関が地表地震計、ボアホール型地中地震計、傾斜計、空振計、GPS観測装置、遠望カメラなどの観測施設を整備している、しかし観測適地であっても、国立公園法、森林法、温泉法等に基づく制約を受けるほか、観測施設建設のための掘削機や重機搬入が困難であったり、地すべり地帯であることが多いため最適な観測機器の設置を断念する場合がある。
| 選定理由 | 火山数 | 火山名 |
| --- | ------ | --- |
| 1. 近年、噴火活動を繰り返している火山 - 過去数十年程度の間、頻繁に噴火している - 100年以内の間隔でマグマ噴火を繰り返している | 26     | 雌阿寒岳 十勝岳 樽前山 有珠山 北海道駒ヶ岳 秋田焼山 秋田駒ヶ岳 吾妻山 那須岳 草津白根山 浅間山 新潟焼山 焼岳 御嶽山 伊豆大島 三宅島 硫黄島 阿蘇山 霧島山 桜島 薩摩硫黄島 口永良部島 諏訪之瀬島 八甲田山 十和田 弥陀ケ原 |
| 2. 過去100年程度以内に火山活動の高まりが認められている火山 地震活動過去100年程度の山体浅部の地震活動（マグマの動きに関連したものなど） 地殻変動過去10年程度のマグマ貫入等に伴う地殻変動 噴気活動・地熱活動過去100年程度の活発な噴気活動、地熱活動 | 18     | アトサヌプリ 大雪山 恵山 岩手山 栗駒山 蔵王山 安達太良山 磐梯山 日光白根山 乗鞍岳 白山 箱根山 伊豆東部火山群 新島 神津島 八丈島 鶴見岳・伽藍岳 九重山                                                                   |
| 3. 現在異常はみられないが過去の噴火履歴等からみて噴火の可能性が考えられる | 4      | 岩木山 鳥海山 富士山 雲仙岳 |
| 4. 予測困難な突発的な小噴火の発生時に火口付近で被害が生じる可能性が考えられる | 2      | 倶多楽 青ヶ島 |

特に活動が活発で、噴火が経済活動に与える影響が大きな火山（有珠山、岩手山、那須岳、浅間山、富士山、伊豆大島、三宅島、小笠原硫黄島、阿蘇山、霧島山）は、防災科学技術研究所の火山活動観測網 VIVA によっても連続観測が行われている。
重点火山
2008年に文部科学省測地学審議会において、火山噴火予測の高度化に資する研究を進める価値の大きいと選定された16火山。 大学や国の研究機関においてはそれらの火山を中心に重点的な観測研究が行われた。それまで研究対象とされていた御岳山が外されたが、2014年の御岳山噴火災害を契機に他火山と共に追加指定されて 現在は 25火山となっている。
- 十勝岳、樽前山、有珠山、北海道駒ヶ岳、岩手山、草津白根山、浅間山、伊豆大島、三宅島、富士山、阿蘇山、雲仙岳、口之永良部島、諏訪之瀬島、霧島山、桜島
- 雌阿寒岳、十和田、蔵王山、吾妻山、那須岳、弥陀ヶ原、焼岳、御嶽山、九重山 （9火山）2014年 追加指定[28]：

## ギャラリー
| キラウエア火山のマグマ | 阿蘇山西火口・活火山ランクA | 桜島・活火山ランクA | 御嶽山 (長野県)・活火山ランクB |